# Hubert Zwoźny
Hubert Zwoźny (ur. 17 listopada 2003) – polski piłkarz grający na pozycji obrońcy lub pomocnika w klubie Korona Kielce.

## Kariera juniorska
Zwoźny grał jako junior w LUKS Skrzyszów (2012–2014), Unii Tarnów (2014–2018) i Koronie Kielce (2019–2021).

## Kariera seniorska

### Korona II Kielce
Zwoźny zadebiutował w rezerwach Korony Kielce 6 marca 2021 w przegranym 0:1 spotkaniu przeciwko ŁKS Łagów. Łącznie rozegrał dla nich 41 meczów, nie strzelił żadnego gola.

### Radunia Stężyca
Zwoźny przeszedł do Raduni Stężyca 10 lipca 2023. Debiut dla nich zaliczył 22 lipca 2023 w wygranym 1:0 spotkaniu przeciwko KKS Kalisz. 22 września 2023 w starciu z Chojniczanką Chojnice (1:5) otrzymał czerwoną kartkę. Pierwszego gola strzelił 7 kwietnia 2024 w meczu z Chojniczanką Chojnice (1:2). Ostatecznie w ich barwach wystąpił 30 razy i zdobył jedną bramkę.

### Korona Kielce
Zwoźny zadebiutował w pierwszej drużynie Korony Kielce 20 lipca 2024 w meczu z Pogonią Szczecin (0:3).

## Kariera reprezentacyjna

### Polska U-20
Zwoźny został po raz pierwszy powołany do reprezentacji Polski U-20 w marcu 2025. Zadebiutował w niej 25 marca 2025 w meczu z Rumunią (1:0). Swój drugi występ w tej kadrze zaliczył 4 dni później, kiedy to rozegrał 28 minut w starciu z Czechami (1:2).

## Statystyki

### Klubowe
(aktualne na dzień 19 sierpnia 2025)
| Klub               | Sezon              | Liga               | Liga  | Liga   | Puchar kraju | Puchar kraju | Suma  | Suma   |
| Klub               | Sezon              | Liga               | Mecze | Bramki | Mecze        | Bramki       | Mecze | Bramki |
| ------------------ | ------------------ | ------------------ | ----- | ------ | ------------ | ------------ | ----- | ------ |
| Korona II Kielce   | 2020/21            | III liga           | 11    | 0      | 0            | 0            | 11    | 0      |
| Korona II Kielce   | 2022/23            | III liga           | 30    | 0      | 0            | 0            | 30    | 0      |
| Korona II Kielce   | Ogólnie            | Ogólnie            | 41    | 0      | 0            | 0            | 41    | 0      |
| Radunia Stężyca    | 2023/24            | II liga            | 29    | 1      | 2            | 0            | 31    | 1      |
| Radunia Stężyca    | Ogólnie            | Ogólnie            | 29    | 1      | 2            | 0            | 31    | 1      |
| Korona Kielce      | 2024/25            | Ekstraklasa        | 27    | 0      | 2            | 0            | 29    | 0      |
| Korona Kielce      | 2025/26            | Ekstraklasa        | 3     | 0      | 0            | 0            | 2     | 0      |
| Korona Kielce      | Ogólnie            | Ogólnie            | 30    | 0      | 2            | 0            | 32    | 0      |
| Ogólnie w karierze | Ogólnie w karierze | Ogólnie w karierze | 100   | 1      | 4            | 0            | 104   | 1      |

### Reprezentacyjne
(aktualne na dzień 19 sierpnia 2025)
| Reprezentacja      | Rok                | Mecze | Bramki |
| ------------------ | ------------------ | ----- | ------ |
| Polska U-20        | 2025               | 2     | 0      |
| Ogólnie            | Ogólnie            | 2     | 0      |
| Ogólnie w karierze | Ogólnie w karierze | 2     | 0      |